# 올드페이스풀 간헐천

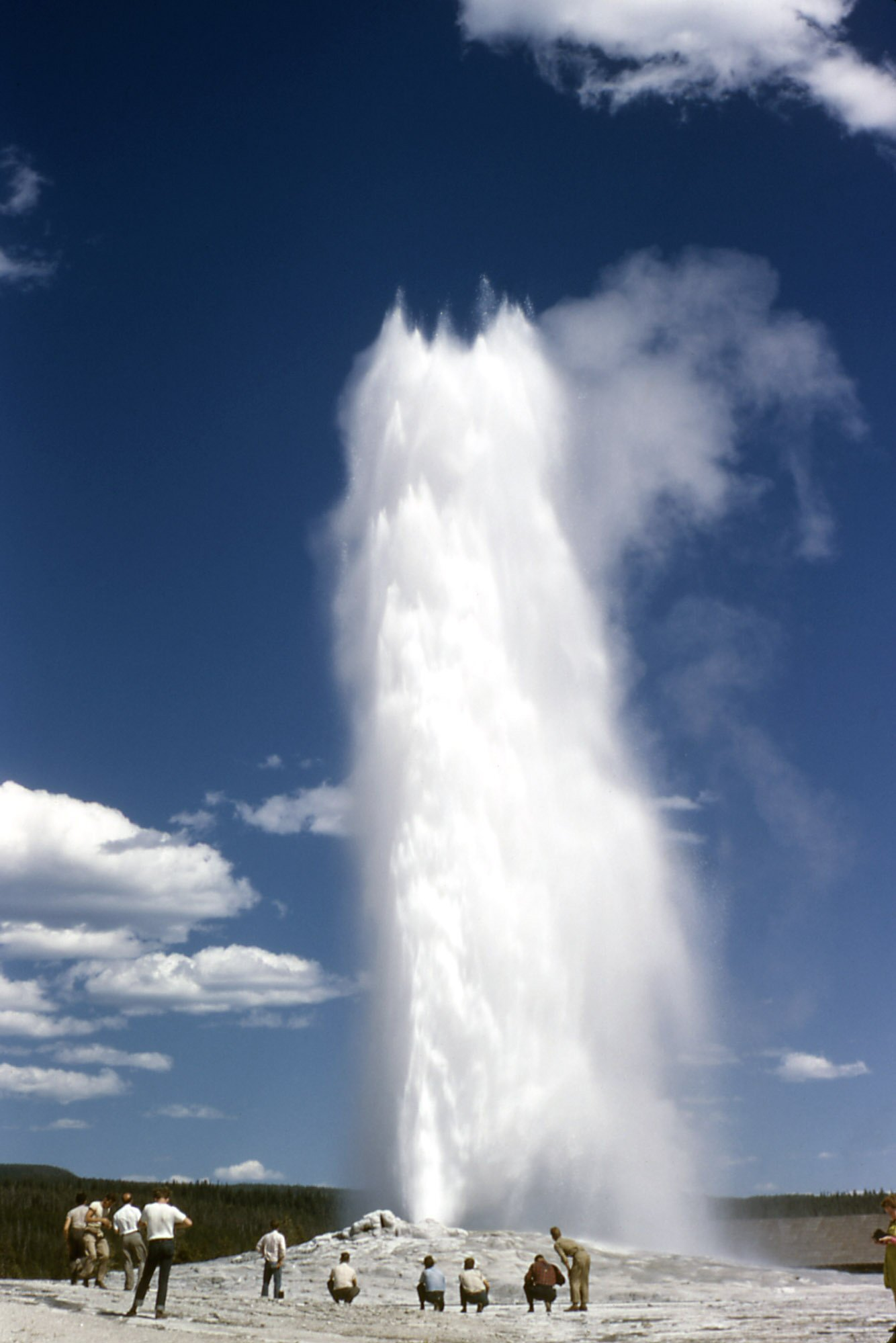
1948년

올드페이스풀 간헐천(영어: Old Faithful Geyser)은 미국 옐로스톤 국립공원의 옐로스톤 칼데라 안에 있는, 옐로스톤에서도
유명한 간헐천으로, 분출할때는 40에서 80분 간격으로 분출한다. 이때, 폭발음도 나오는데, 대부분 나오지 않는다. 올드페이스풀 구역에
가장 많이 자리잡았다. 이곳은 아주 유명하여 관광객들이 가장 많이 보는 간헐천중 하나다. 이 주변에는 올드페이스풀 호텔이 있는데, 이 호텔은
1904년에 건립되었다. 물기둥이 너무 높이 올라가 자동차를 타고도 볼 수 있다. 높이는 최대 60m까지 올라간다.

## 같이 보기
- 스트로퀴르